# Festival international du film Cinema Jove de Valence
Le Festival international du film Cinema Jove est un festival de cinéma se déroulant chaque année à Valence en Espagne, au mois de juin, depuis 1986. Les projections se font généralement au Teatro Principal (es), au Cine-Teatro Rialto (es), aux Jardines del Real (es) ainsi qu'à l'Institut Français de Valence pour les métrages francophones.
Il a notamment pour caractéristique de mettre en avant les jeunes cinéastes en limitant à 40 ans l'âge des participants en Sélection officielle qui se compose de trois catégories : longs-métrages, courts-métrages, web-séries.  
En outre, le festival propose des projections hommages à des œuvres emblématiques, des réalisateurs ayant marqué leur époque lorsqu'ils étaient jeunes, expositions, rencontres professionnelles, etc.  
La 33e édition du Festival international du Film Cinema Jove se déroulera du 22 au 29 juin 2018.
Cinema Jove est organisé par la Direction du Tourisme, de la Culture et des Sports à travers l'Instituto Valenciano del Audiovisual y de la Cinematografía Ricardo Muñoz Suay (IVAC) et est reconnu par la Fédération Internationale des Producteurs de Films (FIAPF).

## Histoire
C'est en 1986 que la Generalitat Valenciana met en place le Festival Cinema Jove. Il est à l'origine dédié à l'éducation cinématographique mais s'est rapidement converti en incontournable lieu de rencontre internationale pour des jeunes cinéastes.
À l'origine, le Festival Cinema Jove est né avec la vocation de soutenir les premières initiatives audiovisuelles de jeunes réalisateurs. En seulement quatre ans, l'audience géographique s'est élargie à l'échelle nationale et internationale et une Section Officielle de courts métrages a été établie. De la même manière, la durée du festival a été étendue à une semaine permettant ainsi une programmation plus complète et  permettant d'incorporer une Section Officielle de longs-métrages en 1991. Depuis 2015, le Festival international de Film Cinema Jove accueille également une Sélection Officielle Web-série.   
Outre la Sélection Officielle, le Festival propose des projections de films emblématiques pour continuer cette idée d'éducation qui était sa mission première. 
Depuis 2016, Carlos Madrid a pris les rênes du Festival. Il est notamment le créateur du festival de moyens métrages La Cabina (es) se déroulant aussi à Valence, généralement au mois de novembre.

## Objectifs
Ce projet est mû par la dynamique de présenter ce qui se fait de nouveau et d'innovant, porté par des cinéastes jeunes en qui il est généralement habituel de rencontrer des nouvelles formes de cinéma (la Nouvelle Vague en est un exemple probant). En cela, le Festival international de Film Cinema Jove est singulier dans l'univers festivalier cinématographique puisqu'il laisse une part considérable à l'expression d'un cinéma parfois risqué mais toujours  novateur.  
De ce fait, la reconnaissance médiatique du Festival Cinema Jove n'est pas considérable, au contraire de la reconnaissance professionnelle nationale et internationale qui jouit d'un prestige conséquent. L'art cinématographique est ainsi enseigné, c'est-à-dire de ses mécanismes et techniques narratives.  

## Récompenses
La sélection officielle comporte chaque année des remises de prix différentes, mais demeure inscrites trois catégories : le meilleur long-métrage, le meilleur court-métrage et la meilleure web-série, Les primés reçoivent la "Lune de Valence" et une gratification financière, 
Les membres du Comité de la Sélection sont désignés par le président du festival parmi des spécialistes du monde cinématographique, de même pour les membres du Jury. Il n'y a pas d'appels possibles aux décisions du Jury ni de celles du Comité. 

## Une plateforme qui fonctionne
Plusieurs réalisateurs ont été récompensés par Cinema Jove et sont passés de cinéastes amateurs à professionnels. C'est le cas de Álex de la Iglesia, Icíar Bollaín, Alejandro Amenábar, Sigfrid Monleón, Juanma Bajo Ulloa, Marc Recha, Matteo Garrone, Thomas Vinterberg, Daniel Calparsoro o Miguel Albaladejo, à qui la 25e édition a rendu hommage. 